# Galeota Real
A Galeota Real, também denominada como Galeota de D. João VI, é uma pequena galé, um tipo de embarcação movido a remos. Por vezes é confundido com o iate Galeota Imperial, de duas rodas, com propulsão a vapor, que após a proclamação da República Brasileira, foi rebatizado como iate Quinze de Novembro e, posteriormente, como iate Silva Jardim.

## História
Inspirada na Galeota Grande e na Saveira Dourada, que atendiam a Família Real Portuguesa em Lisboa, a Galeota Real foi construída em 1808 por determinação do conde da Ponte, nos estaleiros do Arsenal da Capitania da Bahia em Salvador, para o serviço particular do Príncipe Regente, no contexto da transferência da corte portuguesa para o Brasil (1808-1821).
Foi transportada para o Rio de Janeiro no ano seguinte (1809). Em 28 de Março, foram mandados receber, no Arsenal de Marinha do Rio de Janeiro, 23 "algarves" (remadores reais, naturais da província do Algarve), que tinham vindo em um dos navios da esquadra, para serem empregados no serviço da galeota, sob as ordens do patrão-mor do Arsenal. Estes homens envergavam um uniforme especial, em que se destacavam capacetes de prata.
Na Corte, atendeu aos deslocamentos da Família Real pela baía de Guanabara, tendo recebido a Princesa D. Leopoldina e, posteriormente conduzido a Família Real à embarcação que a transportou de volta a Portugal, em 25 de abril de 1821.
Sem similar no continente americano, foi utilizada até aos primeiros governos da República Velha. Entre outros personagens, transportou o então Presidente da República Argentina, Dr. Julio Argentino Roca, quando de sua visita ao Rio de Janeiro (1899) e o Presidente eleito da República Argentina, Dr. Roque Sáenz Peña e sua comitiva em visita ao Brasil (1910. Realizou a sua última viagem em Setembro de 1920, no desembarque da família real da Bélgica, que chegou ao Rio de Janeiro a bordo do Encouraçado São Paulo.
À época da gestão do Almirante Protógenes Pereira Guimarães à frente do Ministério da Marinha (1931-1935), foi formulada uma proposta de serrá-la ao meio e remeter uma das metades para o Museu Histórico Nacional.
Após muitos anos conservada no Arsenal de Marinha do Rio de Janeiro, quando da criação do Espaço Cultural da Marinha, no centro histórico do Rio, foi previsto um espaço próprio para a sua exposição, onde, restaurada e inscrita num módulo temático, se constitui em uma das principais atrações permanentes.

## Características
Com casco de madeiras nobres, tem 24 metros de comprimento, tendo sido propelida primitivamente por 22 remos (onze em cada bordo), posteriormente aumentados para 30. Na popa, possui um camarote forrado de veludo, ricamente decorado, e, na proa, a carranca de um dragão, símbolo da Casa de Bragança.